# Cucaracha (achtbaan)
Cucaracha was een stalen wildemuis-achtbaan in attractiepark Six Flags Over Texas in Arlington, Texas en werd gemaakt door de Allan Herschell Company.

## Algemene Informatie
In 1961 opende de achtbaan onder de naam Sidewinder in het 'US' gedeelte van het park. De attractie stond naast Humble Happy Motoring Freeway (nu Exxon).
Omdat er een tweede baan naast deze attractie kwam, werd de achtbaan naar het Mexicaanse gedeelte van het park. Hier kreeg het de naam Cucaracha en heeft het tot 1964 gestaan.
De achtbaankarretjes boden plaats aan 2 personen die zij aan zij plaatsnamen in de kar.
Huidig:
Aquaman: Power Wave ·
Batman The Ride ·
Joker ·
Judge Roy Scream ·
Mini Mine Train ·
Mr. Freeze ·
New Texas Giant ·
Pandemonium ·
Runaway Mine Train ·
Runaway Mountain ·
Shock Wave ·
Titan  ·
Wile E. Coyote's Grand Canyon Blaster
Verdwenen:
Big Bend · 
Cucaracha ·
Flashback! ·
La Vibora